# Безплатні зразки
«Безплатні зразки» — кінофільм режисера Джей Геммілла, що вийшов на екрани в 2012.

## Зміст
Головна героїня відрахована з юридичної школи і змушена роздавати безплатні зразки морозива, щоб мати кошти для існування. Робота і так валить її в депресію, а тут ще якийсь молодий чоловік починає чинити недвозначні знаки уваги.

## Ролі
| Актор            | Роль  |
| ---------------- | ----- |
| Джесс Вейкслер   | -     |
| Джессі Айзенберг | -     |
| Джейсон Ріттер   | -     |
| Хеллі Фейффер    | -     |
| Тіппі Хедрен     | Бетті |
| Кейр О'Доннелл   | -     |
| Джоселін Донахью | -     |
| Уїтні Ейбл       | -     |
| Ебен Костбар     | -     |
| Джордан Девіс    | -     |

## Знімальна група
- Режисер — Джей Геммілл
- Сценарист — Джим Беггарлі
- Продюсер — Ебен Костбар, Джозеф МакКелхір, Джим Беггарлі
- Композитор — Ерік Елбоген